# Brisbane International 2010
Brisbane International 2010 - чоловічий і жіночий тенісний турнір, що проходив на відкритих кортах з твердим покриттям Queensland Tennis Centre у Брисбені (Квінсленд). Належав до Туру ATP 2010 і Туру WTA 2010. Відбувсь удруге і Тривав з 3 до 10 січня 2010 року. Жустін Енен оголосила, що повернеться в професійний теніс на Brisbane International 2010.
Телевізійні трансляції турніру здійснював Channel Seven, наживо і потім у вечірньому повторі.

## Учасники

### Сіяні учасники
| Країна   | Гравець        | Рейтинг1 | Сіяний |
| -------- | -------------- | -------- | ------ |
| США      | Енді Роддік    | 7        | 1      |
| Чехія    | Радек Штепанек | 12       | 2      |
| Франція  | Гаель Монфіс   | 13       | 3      |
| Чехія    | Томаш Бердих   | 20       | 4      |
| США      | Сем Кверрі     | 25       | 5      |
| Австрія  | Юрген Мельцер  | 28       | 6      |
| Франція  | Жеремі Шарді   | 32       | 7      |
| Бразилія | Томас Беллуччі | 36       | 8      |

- Рейтинг подано станом на 28 грудня 2009.[4]

### Інші учасники
Нижче наведено учасників, які отримали вайлдкард на участь в основній сітці:
- Карстен Болл
- Джон Міллман
- Бернард Томіч

Нижче наведено гравців, які пробились в основну сітку через стадію кваліфікації:
- Долгополов Олександр Олександрович
- Меттью Ебден
- Нік Ліндал
- Юліан Райстер

## Учасниці

### Сіяні учасниці
| Країна     | Гравчиня          | Рейтинг1 | Сіяна |
| ---------- | ----------------- | -------- | ----- |
| Бельгія    | Кім Клейстерс     | 18       | 1     |
| Росія      | Надія Петрова     | 20       | 2     |
| Сербія     | Ана Іванович      | 21       | 3     |
| Словаччина | Даніела Гантухова | 24       | 4     |
| Росія      | Аліса Клейбанова  | 29       | 5     |
| Канада     | Александра Возняк | 34       | 6     |
| Угорщина   | Мелінда Цінк      | 37       | 7     |
| Чехія      | Івета Бенешова    | 38       | 8     |

- Рейтинг станом на 28 грудня 2009.

### Інші учасниці
Нижче наведено учасниць, які отримали вайлдкард на участь в основній сітці:
- Кейсі Деллаква
- Жустін Енен
- Алісія Молік

Нижче наведено гравчинь, які пробились в основну сітку через стадію кваліфікації:
- Катерина Іванова
- Сесил Каратанчева
- Алла Кудрявцева
- Галина Воскобоєва

## Переможці та фіналісти

### Одиночний розряд, чоловіки
Енді Роддік —  Радек Штепанек, 7–6(7–2), 7–6(9–7).
- Для Роддіка це був перший титул за сезон і 28-й - за кар'єру.

### Одиночний розряд, жінки
Кім Клейстерс —  Жустін Енен, 6–3, 4–6, 7–6(8–6).
- Для Клейстерс це був перший титул за сезон і 36-й — за кар'єру.

### Парний розряд, чоловіки
Жеремі Шарді /  Марк Жікель  —  Лукаш Длуги /  Леандер Паес, 6–3, 7–6(7–5).

### Парний розряд, жінки
Андреа Главачкова /  Луціє Градецька —  Мелінда Цінк /  Аранча Парра Сантонха, 2–6, 7–6(7–3), [10–4].